# Palaeotis
Palaeotis es un género extinto de aves paleognatos que vivió durante el Eoceno. El espécimen holotipo consiste en fósiles de un tarsometatarso y falanges. Lambrect (1928) lo describió inicialmente como una avutarda extinta (género Otis), y le dio por tanto el nombre de Palaeotis, que significa avutarda antigua. Más tarde por sugerencia de Storrs L. Olson, una revisión del espécimen tipo y la asignación de varios otros fósiles realizada por Houde y Haubold (1987) concluyó que Paleotis es un paleognato y fue asignado al mismo orden que los avestruces; los Struthioniformes.

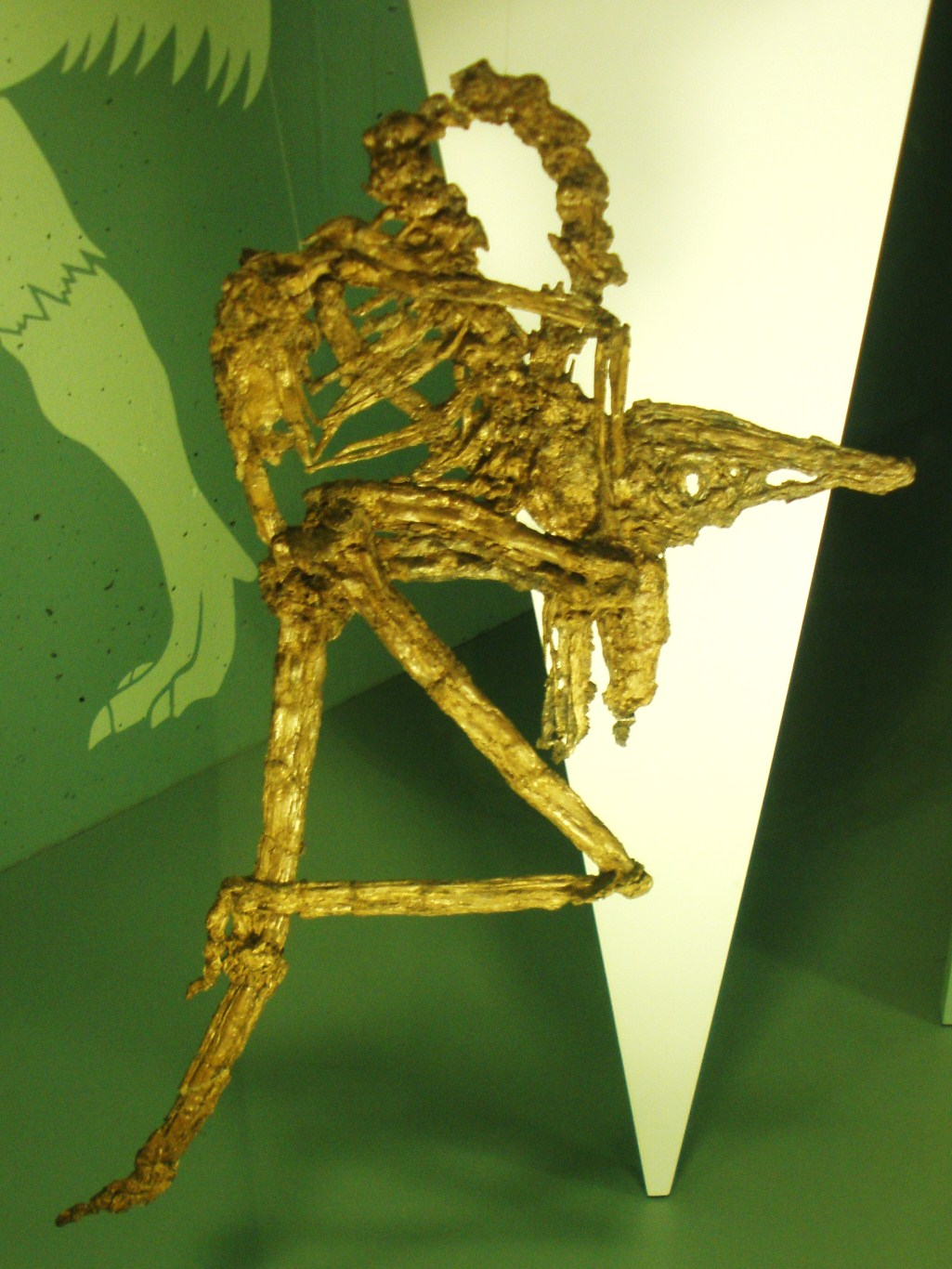
Fósil

En la década de 1930 un esqueleto casi completo con número de catálogo GM 4362 fue asignado a Palaeotis, probablemente por Lambrecht. Houde y Haubold encontraron tres especímenes adicionales en la colección del Geiseltalmuseum, Martin-Luther University, Halle/S., Alemania. Uno de estos tres es el espécimen holotipo de Paleogrus geiseltalensis (=Ornithocnemus geiseltalensis, Lambrecht 1935). Houde y Haubold también solicitaron permiso para preparar un fósil catalogado como HLMD Me 7530 en el Hesseches Landesmuseum en Darmstadt, Alemania. HLMD Me 7530 fue recolectado del famoso sitio fosilífero de Messel. Cuando estaba siendo preparado, los dos ornitólogos lo asignaron también a Palaeotis.
Otro científicos están menos convencidos de que Palaeotis sea un estrutioniforme, situándolo en cambio como una ratites más basal. Quizás está relacionado con el misterioso Remiornis, un posible estrutioniforme del Eoceno francés.
Si Palaeotis es, como Houde y Haubold sugirieron un avestruz basal o incluso ancestral, podría ser el único ratites conocido del Hemisferio norte en esta época temprana, y por tanto tiene implicaciones importantes para la evolución de los ratites. Véase también Paleognathae.